# アメリカ合衆国の高等教育

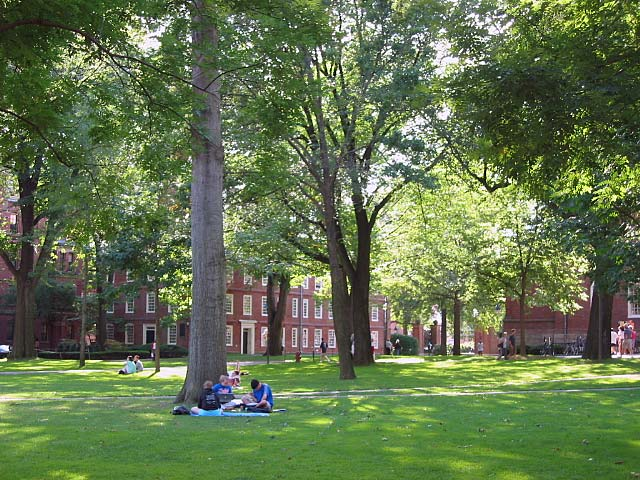
米国最古の大学ハーバード大学

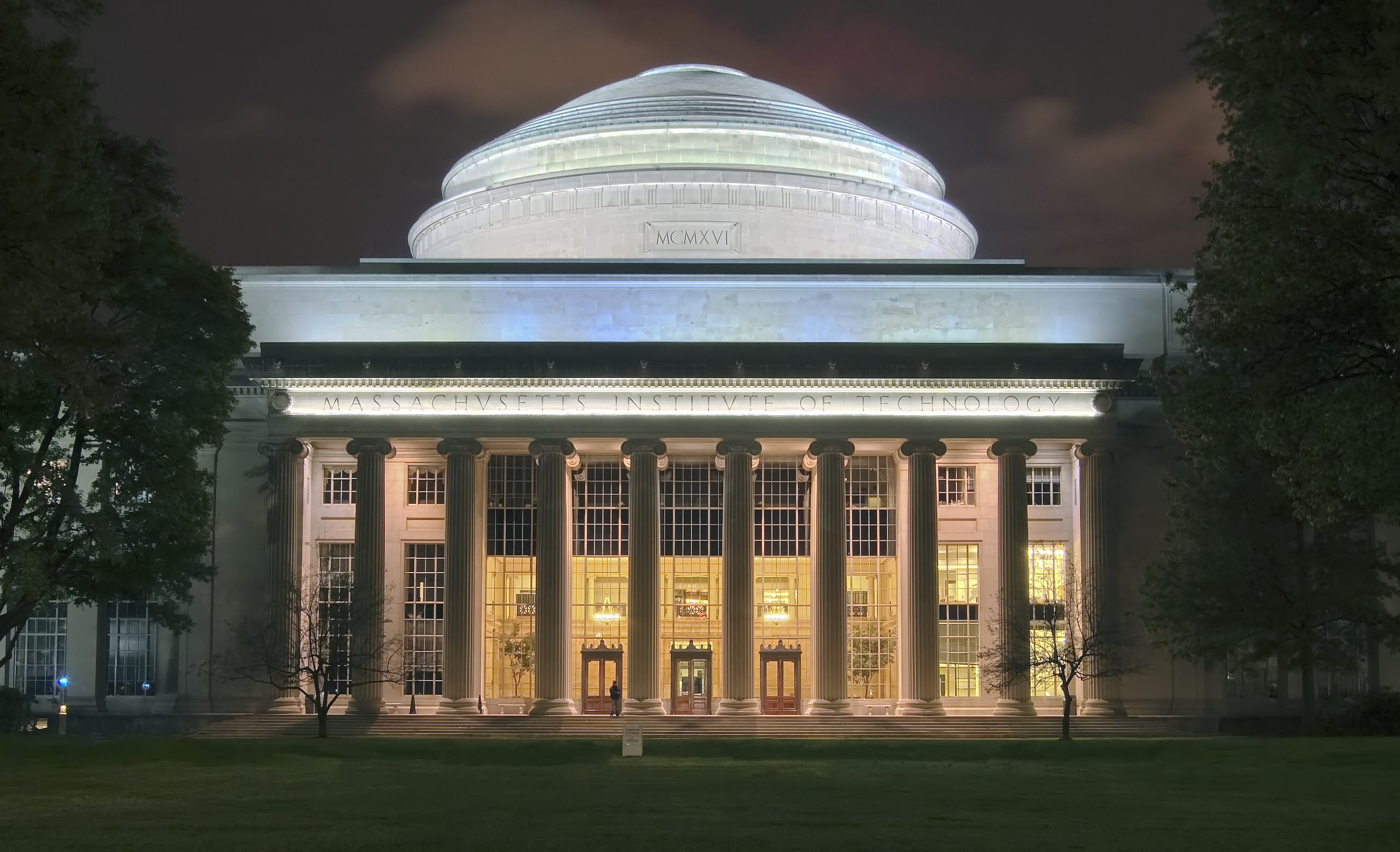
マサチューセッツ工科大学（MIT）

アメリカ合衆国の高等教育（アメリカがっしゅうこくのこうとうきょういく、Higher education in the United States）は、中等教育に続く過程であり、1965年高等教育法を根拠として実施されている。高等教育機関は、ユニバーシティ、リベラルアーツカレッジ、コミュニティカレッジなどが存在する。
米国の25-64歳人口においては41%が、ISCED-5レベル以上の高等教育を受けていた（2012年）。米国の高等教育機関では2100万人の学生が教育を受けており、これは全人口のおおよそ5.7%に該当する。うちおおよそ1300万人は全日制で授業を受けている。
2015年時点で、米国には4726校の学位授与機関（高等教育法にてTitle IV認定）があり、うち3026校は4年制、1700校は2年制であった。それ以外にも、教育機関の認定は民間のアクレディテーション機関によってなされるため、非認定大学や非認定学位なども存在している。
設置体形は、そのほとんどが州立大学（State school）または私立大学である。連邦が所管する国立の教育機関（Federal school）は軍事学校および公務員学校のみであり、一般向けの大学ではない。

## 教育機関の種別

### コミュニティカレッジ
コミュニティ・カレッジは、州政府によって高等教育を提供している2年制大学。学部を修了するとアソシエイト・ディグリー（短期大学士）の学位が授与される。加えて職業教育と技術訓練も提供している。コミュニティ・カレッジは通常、地元の州立大学やビジネス界と強い結びつきがあるため、地域社会のための大学と言われることもある。こうした関係から、コミュニティ・カレッジのカリキュラムは、将来の学業での成功、ないしは卒業後の就職に向けて学生に実践的な知識と技術を身につけさせ、社会で発揮できるよう作られている。

### ユニバーシティ
ユニバーシティ（Universities）とは、研究志向の教育施設であり、学部レベルと大学院レベルの両プログラムを提供する。しかし歴史的な理由により、一部の学校は「College」の名前を残したままとなっている（たとえばボストンカレッジ）。
大学院プログラムは様々な修士号、博士号を提供する。しかしユニバーシティであるが教育内容が不十分な大学院もあるため、その水準はカーネギー高等教育機関分類などによって識別されている。
いくつかのユニバーシティはプロフェッショナル・スクールを設置しており、たとえばロー・スクール、ビジネススクール、メディカルスクールなどは、J.D.、MBA、M.D.などの専門職学位を発行する。

## 評価
評価の高い大学グループには、アイビー・リーグ、リトル・アイヴィー、セブン・シスターズ (大学)、パブリック・アイビーなどがある。

### 大学ランキング
- タイムズ・ハイアー・エデュケーション - 上位10校のうち6つが米国の大学（2015年）。
- QS世界大学ランキング - 上位10校のうち6つが米国の大学（2011年）。

### カーネギー高等教育機関分類
カーネギー高等教育機関分類（en:Carnegie Classification of Institutions of Higher Education）とは、カーネギー教育振興財団が定義した高等教育機関分類である。
| 大分類                      | 小分類                                                                                   | 機関数 | 機関割合(%) |
| --------------------------- | ---------------------------------------------------------------------------------------- | ------ | ----------- |
| 博士号 授与機関 (研究大学)  | R1: Doctoral Universities: Highest Research Activity                                     | 115    | 2.5%        |
| 博士号 授与機関 (研究大学)  | R2: Doctoral Universities: Higher Research Activity                                      | 107    | 2.3%        |
| 博士号 授与機関 (研究大学)  | R3: Doctoral Universities: Moderate Research Activity                                    | 114    | 2.4%        |
| 修士号 授与機関             | M1: Master's Colleges & Universities: Larger Programs                                    | 394    | 8.4%        |
| 修士号 授与機関             | M2: Master's Colleges & Universities: Medium Programs                                    | 210    | 4.5%        |
| 修士号 授与機関             | M3: Master's Colleges & Universities: Small Programs                                     | 141    | 3.0%        |
| 学士号 授与機関             | Baccalaureate Colleges: Arts & Sciences Focus                                            | 254    | 5.4%        |
| 学士号 授与機関             | Baccalaureate Colleges: Diverse Fields                                                   | 326    | 7.0%        |
| 学士・短期大学士号 授与機関 | Baccalaureate/Associate's Colleges: Mixed Baccalaureate/Associate's                      | 259    | 5.6%        |
| 学士・短期大学士号 授与機関 | Baccalaureate/Associate's Colleges: Associate's Dominant                                 | 149    | 3.2%        |
| 短期大学士号 授与機関       | Associate's Colleges: High Transfer-High Traditional                                     | 166    | 3.6%        |
| 短期大学士号 授与機関       | Associate's Colleges: High Transfer-Mixed Traditional/Nontraditional                     | 127    | 2.7%        |
| 短期大学士号 授与機関       | Associate's Colleges: High Transfer-High Nontraditional                                  | 84     | 1.8%        |
| 短期大学士号 授与機関       | Associate's Colleges: Mixed Transfer/Career & Technical-High Traditional                 | 110    | 2.4%        |
| 短期大学士号 授与機関       | Associate's Colleges: Mixed Transfer/Career & Technical-Mixed Traditional/Nontraditional | 102    | 2.2%        |
| 短期大学士号 授与機関       | Associate's Colleges: Mixed Transfer/Career & Technical-High Nontraditional              | 130    | 2.8%        |
| 短期大学士号 授与機関       | Associate's Colleges: High Career & Technical-High Traditional                           | 87     | 1.9%        |
| 短期大学士号 授与機関       | Associate's Colleges: High Career & Technical-Mixed Traditional/Nontraditional           | 123    | 2.6%        |
| 短期大学士号 授与機関       | Associate's Colleges: High Career & Technical-High Nontraditional                        | 184    | 3.9%        |
| 特別専門 教育機関           | Special Focus Two-Year: Health Professions                                               | 267    | 5.7%        |
| 特別専門 教育機関           | Special Focus Two-Year: Technical Professions                                            | 62     | 1.3%        |
| 特別専門 教育機関           | Special Focus Two-Year: Arts & Design                                                    | 41     | 0.9%        |
| 特別専門 教育機関           | Special Focus Two-Year: Other Fields                                                     | 74     | 1.6%        |
| 特別専門 教育機関           | Special Focus Four-Year: Faith-Related Institutions                                      | 309    | 6.6%        |
| 特別専門 教育機関           | Special Focus Four-Year: Medical Schools & Centers                                       | 54     | 1.2%        |
| 特別専門 教育機関           | Special Focus Four-Year: Other Health Professions Schools                                | 261    | 5.6%        |
| 特別専門 教育機関           | Special Focus Four-Year: Engineering Schools                                             | 7      | 0.2%        |
| 特別専門 教育機関           | Special Focus Four-Year: Other Technology-Related Schools                                | 70     | 1.5%        |
| 特別専門 教育機関           | Special Focus Four-Year: Business & Management Schools                                   | 93     | 2.0%        |
| 特別専門 教育機関           | Special Focus Four-Year: Arts, Music & Design Schools                                    | 137    | 2.9%        |
| 特別専門 教育機関           | Special Focus Four-Year: Law Schools                                                     | 36     | 0.8%        |
| 特別専門 教育機関           | Special Focus Four-Year: Other Special Focus Institutions                                | 36     | 0.8%        |
| 少数民族 教育機関           | Tribal Colleges                                                                          | 35     | 0.8%        |
| 総計                        | 総計                                                                                     | 4,664  | 100.0%      |

## 学費

### 奨学金
米国の奨学金は返済の義務がない給付制であり、貸与するものは学生ローン（Student loan）と呼ばれる。
非常に多くの奨学金制度があり、成績優秀者など能力に応じて給付されるメリット型と、低所得世帯が優先のニード型に分かれる。人種、性別、国籍、専攻科目など限定付きも多い。一流大学ほど学費は高いが、そのような大学ほど奨学金の種類も多く、学費と生活費が全額カバーされることもある。
最も有名で名誉ある奨学金制度のひとつにナショナル・メリット（National Merit）がある。2005年度は、全米20,801高校から約130万人がSAT準備テスト（PSAT/NMSQT）を受験し、優秀な成績を修めた約36,000人が推奨者（Commended Scholar）となった。次に各州で異なる合格点で足切りを行い、全米で約16,000人の準資格者（Semifinalist）が選ばれる。さらに高校の成績、SATの点数、課外活動やボランティア活動、校長の推薦状、小論文といった一年がかりの書類選考を経て、毎年大部分の準資格者（約15,000人）がナショナル・メリット・ファイナリスト（National Merit Finalist）となる。
ファイナリストのうちメリット奨学金を受けるのはたった2,500人程度で賞与額も$2,500と低めだが、ファイナリストは、多くの大学が奨学金授与の第一候補としている。またボーイング、ロッキード・マーティン、ファイザー、ダウ・ケミカル、UPSなど大企業や財団から一定の条件下で奨学金を受けることができる。ファイナリストであれば、州を含めあらゆる制度から奨学金を受けやすく、複数の奨学金を受け取る者も多い。
3,000名の成績優秀者リストに掲載され、メリット奨学金の「お墨付き」で全米の大学に推薦してもらえるという隠れた特典もある。リストに載らずとも、ファイナリストであれば志望大学に入りやすく、複数のファイナリストを出した高校は一流高校とみなされる。
メリット奨学金には、ファイナリストになれなかった優秀者の中でスポンサーの基準に合った約1,500名にも特別奨学金を与えるという「敗者復活戦」がある。またアフリカ系学生にはナショナル・アチーブメント（National Achievement）という別枠が設けられ、メリットと同時にアチーブメントでも奨学金選考を受けることができる。

### 軍からの支援
軍隊から奨学金を支給されて大学に通う学生もいる。入隊前に進学するプログラムと、入隊中や退役後に進学するプログラムがある。前者は、軍事大学に通う、あるいは一般大学の士官候補生団（Corps of Cadets）や予備役将校訓練課程（ROTC）というプログラムに入り、在学中から訓練を受け卒業後に兵役に就く。すでに軍に入隊している者は復員兵援護法（GI法）により在役中あるいは除隊後に奨学金や学生ローンを得て進学する。
こういった軍と関わりを持つ学生たちの入学試験は、身体・運動能力テストを除けば一般大学と変わらない。しかし入学後の身体鍛錬、軍事科目と専攻科目の両立、実技演習など非常に過密でハードなスケジュールに耐えられるだけの肉体と、まわりの誘惑に負けずに軍隊規律に従えるだけの精神力が必要である。彼らが軍関係の進路に進む主な動機は、職業軍人になるため、パイロットや看護婦など安定した職に就ける教育と経験を得るため、そして奨学金を受けて学位を取るためである。
米軍には海軍戦略大学（Naval War College）、空軍大学（Air University）、陸軍指揮幕僚大学（Command and General Staff College）、国防大学（National Defense University）といった高等教育機関があるが、これは優秀な軍人と軍の機関に勤務する民間人のみを対象にしており一般学生が受験することはできない。

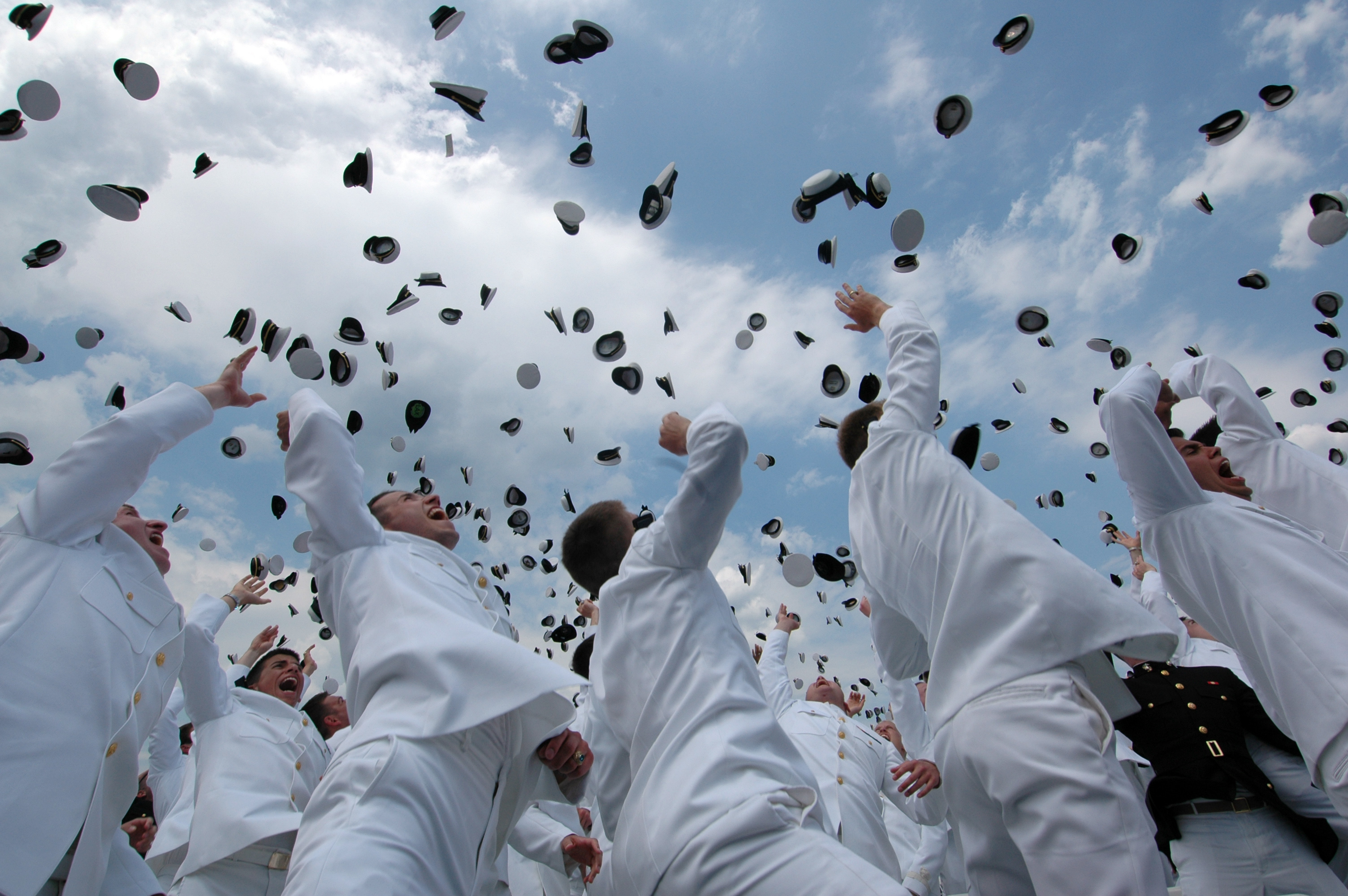
海軍士官学校の卒業式。帽子投げの伝統はこの学校から始まった。

アイビーリーグがアカデミックのエリート校なら、将校を養成する軍隊アカデミー（士官学校）は軍隊のエリート校である。陸軍・海軍（海兵隊を含む）・空軍・沿岸警備隊それぞれに1校ずつあり、国立の4年制である。学費は国が負担するため無料。モラル意識が高く、知力、体力、身体、精神面すべてにおいてトップレベルの学生のみが入学を許される。独身のアメリカ市民であることが前提。副大統領・上院・下院議員の推薦状を勝ち取った者は非常に有利である。特に歴史の古い陸軍士官学校（ウェストポイント）と海軍士官学校（アナポリス）は最難関校である。
士官学校にもプレップスクールがある。士官学校に「条件付き」で入学できた人間を教育・訓練して士官学校に送り込む機関であるため、直接プレップスクールを受験することはできない。たとえばアメリカ海軍プレップスクール、通称NAPS）の学生はナップスターと呼ばれ、NAPSでの修行期間を経て海軍・海兵隊・沿岸警備隊いずれかの士官学校へ入学する。
既に軍に入隊している者には、GI法という復員兵の援助を保障する法のもとに恩典が与えられる。奨学金および低金利学生ローンもその一つである。高卒以上で名誉除隊の条件を満たす者のうち、満期退役した者、長期間勤めている者、軍の都合で早期除隊させられた者、国際紛争や戦争で出兵した者に資格が与えられる。これらの軍人の扶養家族も同様のサービスを受けることができる。給付期間は在役期間と軍役中の国際情勢で異なる。

## 留学生受入
米国は、世界で最も外国人留学生を受け入れている国である。
UNESCOによれば米国は世界における留学生の16%を受け入れているという（二位は英国で11%）。2008-09年においては 671,616人の外国人学生が米国のカレッジで学んでいる。2010–2011年における留学生受入数は723,277人に上り、最大の出身国は中国からであった（157,558人）。